# Cyprian Zawisza
Cyprian Zawisza herbu Przerowa, także Cyprian Zawisza Czarny, właśc. Jan Cyprian Józef Antoni Zawisza (ur. 13 czerwca 1776 w Sobocie, zm. 3 października 1827) – szlachcic, łowczy łęczycki, radca departamentu warszawskiego, szambelan Fryderyka Augusta, króla Saksonii oraz kapitan gwardii honorowej. Ojciec Augusta, Alfreda i Artura, działacza niepodległościowego i uczestnika partyzantki Zaliwskiego.

## Życiorys
Cyprian urodził się 13 czerwca 1776 roku w Sobocie. Jego rodzicami byli łowczy łęczycki Wincenty Zawisza oraz Antonina Głębocka herbu Doliwa. Od strony matki był prawnukiem kasztelana kruszwickiego Jana Chryzostoma Głębockiego. Po śmierci ojca przejął po nim dobra sobockie. Ożenił się z Marianną Karnkowską herbu Junosza, córką deputata na trybunał. Miał z nią czwórkę dzieci. Zmarł 3 października roku 1827. Pochowany w kościele parafialnym.

### Potomstwo
- Kamila Antonina (1807–1808)
- Artur Jan Edward (24.09.1809 – 27.11.1833) - Działacz niepodległościowy, uczestnik powstania listopadowego i partyzantki Zaliwskiego. Został powieszony w Warszawie[2].
- Alfred Lucjan Wiktor (12.12.1811 – 13.05.1878[4]) – uczestnik powstania Listopadowego, później belgijski oficer kawalerii[2].
- August Władysław Emilian (04.06.1814 – 20.06.1899[5]) – właściciel ziemski.